# El Zulia
El Zulia é um município da Colômbia, localizado no departamento de Norte de Santander.